# 9136 Lalande
9136 Lalande eller 4886 T-1 är en asteroid i huvudbältet som upptäcktes den 13 maj 1971 av den nederländsk-amerikanske astronomen Tom Gehrels och det nederländska astronomparet Ingrid van Houten-Groeneveld och Cornelis Johannes van Houten vid Palomarobservatoriet. Den är uppkallad efter den franske astronomen Jérôme Lalande.
Asteroiden har en diameter på ungefär 4 kilometer och den tillhör asteroidgruppen Vesta.